# دنیای خیالی بازی‌های گرسنگی

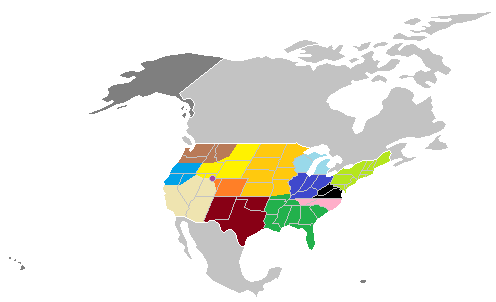
نقشه خیالی از کشور پانم و سیزده منطقه آن. در زیر نقشه؛ نام مناطق و ویژگی که با آن شناخته می‌شوند آمده‌است.
کاپیتول
منطقه ۱ (لوازم لوکس)
منطقه ۲ (سنگ‌تراشی، اسلحه سازی، واحد اجرای قانون)
منطقه ۳ (الکترونیک)
منطقه ۴ (ماهیگری و پرورش ماهی، خرید و فروش ماهی)
منطقه ۵ (قدرت هیدرو الکتریکی)
منطقه ۶ (حمل و نقل)
منطقه ۷ (صنعت جنگل، چوب)
منطقه ۸ (لباس و وسایل زینتی)
منطقه ۹ (کشاورزی [غلات])
منطقه ۱۰ (کشاورزی [احشام])
منطقه ۱۱ (کشاورزی [میوه و سبزیجات])
منطقه ۱۲ (معدن [زغال سنگ])
منطقه ۱۳(معدن [گرافیت], قدرت نظامی بالا، تکنولوژی هسته ای)

دنیای خیالی بازی‌های گرسنگی یا جهان خیالی بازی‌های گرسنگی (به انگلیسی: Fictional world of The Hunger Games)؛ یک دنیای خیالی در سری رمان سه‌گانه بازی‌های گرسنگی نوشته سوزان کالینز است. داستان رمان در ویران‌شهری به اسم پانم رخ می‌دهد که جایی در آمریکای شمالی قرار دارد. رمان؛ وقایع زندگی دختری ۱۶ ساله به اسم کتنیس اوردین را دنبال می‌کند که از ساکنین منطقه ۱۲ است. کشور پانم ۱۳ منطقه دارد که هر منطقه با ویژگی مخصوص به خود شناخته می‌شود. در داستان مشخص می‌شود که منطقه ۱۳، به خاطر شورش‌های مردمی سرکوب و نابود شده‌است و پانم رسماً به دوازده منطقه تقسیم شده‌است. در داستان، منطقه ۱۳ تبدیل به محلی برای قدرت‌گیری نیروهای شورشی می‌شود. قدرتی که تمامی ۱۲ منطقه را کنترل می‌کند در کاپیتول واقع شده‌است. کاپیتول کلانشهری بسیار پیشرفته است که کنترل سیاسی دیگر مناطق این کشور را به دست دارد. بازی‌های گرسنگی؛ یک رویداد سالانه است که در آن یک پسر و یک دختر با سن ۱۲ الی ۱۸ سال، از هر یک از مناطق دوازده‌گانه اطراف کاپیتول توسط قرعه‌کشی انتخاب می‌شوند و در یک نبرد تلویزیونی می‌جنگند و تا سرحد مرگ رقابت می‌کنند.

## پانم
وقایع رمان بازی‌های گرسنگی در زمانی نامعلوم در سده ۲۱ و در کشور خیالی پانم رخ می‌دهد که جایی در آمریکای شمالی قرار دارد. پانم بعد از یک سری بلایای زیست‌محیطی؛ درگیر یک جنگ بزرگ می‌شود. عبارت پانم در زبان لاتین به معنای نان است.. پایتخت پانم به که کاپیتول نام دارد در کوه‌های راکی واقع شده‌است. به غیر کاپیتول؛ پانم شامل ۱۳ منطقه می‌شود؛ مردم هر منطقه نیز ویژگی مخصوص به خود را دارند. دولتی که بر پانم حکمرانی می‌کند؛ دولتی دیکتاتوری و تمامیت‌خواه می‌باشد که بسیاری آن را با امپراتوری روم مقایسه می‌کنند. در بسیاری از مناطق حکومت پلیسی وجود دارد که زیرمجموعه دولت هستند. این افراد نظامی که در داستان صلح بان نامیده می‌شوند مسئول مهار شورش‌های مردمی و برقراری نظم در مناطق هستند. دولت پانم همچنین نظارت شدیدی بر روی تصاویر تلویزیونی و خبری دارد و از طریق آن سعی در کنترل افکار عمومی دارد.
در داستان و باتوجه به اطلاعاتی که به خواننده داده می‌شود: متوجه می‌شویم که ۷۴ سال پیش یک جنگ داخلی ویرانگر به رهبری مردم منطقه ۱۳ علیه کاپیتول به وقوع پیوسته‌است. منطقه ۱۳ دارای مجتمع نظامی صنعتی و قدرت نظامی بالا بود اما با این حال دولت شورش را با شدیدترین ابزار ممکن سرکوب و تمامی منطقه را به آتش کشید. بعد از این کشتار جمعی؛ پانم به‌طور رسمی به ۱۲ منطقه تقسیم شد و دیگر کسی نمی‌توانست دربارهٔ منطقه ۱۳ صحبت کند. در گزارش‌های که کاپیتول خطاب به مردم منتشر می‌کند؛ از شورش منطقه ۱۳ و جنگی بزرگی که درگرفت به عنوان «روزهای تاریک» نام برده می‌شود و همیشه به مردم دیگر هشدار داده می‌شود که اگر در فکر شورش باشند یا خلاف دولت عمل کنند سرنوشتی مشابه در انتظارشان است. مهم‌ترین میراث به جا مانده از این شورش نیز رویداد بازی‌های گرسنگی است. بعد از شورش؛ کاپیتول تصمیم گرفت مناطقی را که در شورش دست داشتند؛ به شیوه خودشان مجازات کند و برای همین هم رویداد سالانه بازی‌های گرسنگی را ایجاد کرد.بازی‌های گرسنگی؛ یک رویداد سالانه است که در آن یک پسر و یک دختر با سن ۱۲ الی ۱۸ سال، از هر یک از مناطق دوازده‌گانه اطراف کاپیتول توسط قرعه‌کشی انتخاب می‌شوند و در یک نبرد تلویزیونی می‌جنگند و تا سرحد مرگ رقابت می‌کنند و در نهایت نیز فقط یک نفر از این مسابقه زنده بیرون می‌آید.
داستان از جایی آغاز می‌شود که هفتاد و چهارمین دوره بازی‌های گرسنگی در آستانه برگزاری است. رئیس‌جمهور پانم که بیش از ۲۵ سال در مسند قدرت بوده شخصی به نام کورنلیوس اسنو می‌باشد. اسنو گمان می‌کند که منطقه ۱۳ از بین رفته و دیگر خطری از این بابت او را تهدید نمی‌کند و این در حالی است که رقبای سیاسی او به همراه مردم آزادی‌خواه در بخش‌هایی از منطقه ۱۳ در حال برنامه‌ریزی و نقشه کشیدن علیه دولت وی هستند. بعد از شورش دوم به رهبری کتنیس اوردین که موجب دگرگونی وسیع در پانم می‌شود؛ شخصی به نام آلما کوین به عنوان رئیس‌جمهور موقت انتخاب می‌شود. اما شیوه حکومت کوین نیز فرق چندانی با اسنو ندارد. سرانجام در جنگ نهایی که شکل می‌گیرد کوین توسط کتنیس کشه می‌شود. شخصی به اسم فرمانده پیلور جایگزین او شده و پانم رسماً تبدیل به یک جمهوری‌های دموکراتیک می‌شود.

## زاغ مقلد
در هنگام نخستین شورش علیه کاپیتول، کاپیتول نوعی پرنده را با دستکاری ژنتیکی می‌سازد تا سخنان شورشیان را برایشان جمع‌آوری کند، اما شورشیان با فهمیدن این موضوع برای گمراه کردن کاپیتول از این پرنده‌ها استفاده می‌کنند، افراد کاپیتول نیز که بسیار خشمگین اند پرنده‌ها در طبیعت رها می‌کنند تا منقرض شوند. اما این پرندگان با جفت‌گیری با مرغ‌های مقلد آمریکای شمالی، زاغ‌های مقلد را به وجود می‌آورند.

## یادکردها
1. ↑  Collins (2008), p. 18.
2. ↑  Collins (2010), p. 223.
3. ↑  Collins (2008), p. 41.
4. ↑  Collins 2010, pp. 82–83.